# Distretto di Taupo
Il distretto di Taupo è un'autorità territoriale della Nuova Zelanda che si trova entro i confini delle regioni di Waikato e Hawke's Bay, nell'Isola del Nord. Il Consiglio distrettuale ha sede a Taupo.

## Geografia fisica
Nel Distretto si trova il lago Rotoaira, il maggiore della Nuova Zelanda, mentre a sud si trova il Tongariro National Park, il più antico della nazione. A est si trova un'ampia zona boscosa, la foresta Kaingaroa.
La maggior parte della popolazione del Distretto risiede nelle due principali città, Taupo (20 310 abitanti) e Turangi (3.441 abitanti).

## Storia
Benché si sappia poco degli insediamenti Maori nella zona, si è serti che per alcuni secoli le sponde meridionali del lago erano abitate da tribù Ngati Tuwharetoa, dove oggi si trova la città di Turangi.
La città di Taupo venne fondata nel 1869 durante le cosiddette Guerre māori, ma rimase poco più di un villaggio a causa della scarsa fertilità del suolo vulcanico della zona. Lo sviluppo della città iniziò negli anni cinquanta, grazie all'industria legata al legname ed alla costruzione di una centrale geotermoelettrica.